# Exantema
Un exantema és una erupció cutània generalitzada que pot ser causat per toxines, fàrmacs o microorganismes, o pot resultar de malalties autoimmunitàries. Sol produir-se en nens.
El terme d'exantema es relaciona amb l'oposat, l'enantema (o "exantema cap a dins", és a dir a les mucoses, habitualment orals). El terme és del grec ἐξάνθημα exánthēma, "una ruptura".

## Exantemes infecciosos
Històricament, s'han reconegut sis exantemes infecciosos "clàssics", dels quals quatre són virals. Els números es van proporcionar el 1905.
Els quatre exantemes virals tenen molt en comú i sovint s'estudien junts com una classe. Són:
| Nom                                                               | Número              | Virus               |
| ----------------------------------------------------------------- | ------------------- | ------------------- |
| xarampió                                                          | "primera malaltia"  | virus del xarampió  |
| rubèola, ("xarampió alemany") identificada el 1881.               | "tercera malaltia"  | virus de la rubèola |
| eritema infecciós, identificat com una condició distinta el 1896. | "cinquena malaltia" | parvovirus B19      |
| rosèola infantil                                                  | "sisena malaltia"   | HHV-6 i HHV-7       |

L'escarlatina o "segona malaltia" està associada amb el bacteri Streptococcus pyogenes. La "quarta malaltia", un trastorn l'existència de la qual no és àmpliament acceptat avui en dia, va ser descrita el 1900 i es va relacionar amb el bacteri Staphylococcus aureus.
Molts altres virus comuns a part dels esmentats anteriorment també poden produir un exantema com a part de la seva presentació, tot i que no es consideren part de la llista numerada clàssica:
- Virus varicella-zoster (varicel·la o herpes zòster)
- Galteres
- Rinovirus (el refredat comú)
- Exantema periflexural asimètric de la infància
- També es coneix que alguns tipus de febre hemorràgica vírica produeixen una erupció sistèmica d'aquest tipus durant la progressió de la malaltia.
- Les malalties transmeses per picades com la febre de les Muntanyes Rocoses produeixen una erupció que pot arribar a ser prou extensa com per ser classificada com a exantemàtica en un 90% dels nens amb la malaltia.[6]